# Кэмерон, Мэтт
Мэтью Дэвид (Мэтт) Кэ́мерон (англ. Matthew David (Matt) Cameron; 28 ноября 1962, Калифорния, США) — американский барабанщик, бывший музыкант групп Soundgarden и Pearl Jam.
Впервые Кэмерон получил известность как барабанщик группы Soundgarden, к которой он присоединился в 1986 году и играл в ней до распада группы в 1997 году, вызванного внутренним раздором. В 1998 году Кэмерон был приглашен играть в группу Pearl Jam во время их тура в США Yield Tour. Вскоре он стал постоянным членом группы и оставался в её составе до 2025 года. В 2010 году Soundgarden воссоединились для нового тура и выпустили новый альбом King Animal (13 ноября 2012 года).
Кроме того, Кэмерон был участником супергруппы Temple of the Dog (с коллегами из Soundgarden и Pearl Jam), выступал в качестве барабанщика для сайд-проектов Hater и Wellwater Conspiracy, в последнем из которых был и в роли вокалиста. Кэмерон занимает 52 место в списке «100 величайших барабанщиков всех времён» журнала Rolling Stone.

## Ранние годы
Мэтт родился в Сан-Диего, штат Калифорния.
Кэмерон начал играть на барабанах ещё в раннем возрасте. Когда ему было 13 лет, он вместе с друзьями создали кавер-группу Kiss. После того как мальчики получили письмо от руководства группы Kiss с угрозой судебного иска за нарушения, группа распалась.
В возрасте 15 лет (в 1978 году) под псевдонимом «Foo Cameron» Мэтт исполнил песню «Puberty Love» которая звучала в фильме «Нападение помидоров-убийц». Прозвище «Foo Cameron» пришло Мэтту от старшего брата Пита, который называл Мэтью «Ma Foo».

## Музыкальная карьера

### Skin Yard (1983—1986)
В 1983 году Мэтт переехал в Сиэтл, Вашингтон, где получил работу в Кинко.
После выполнения своей первой профессиональной работы в качестве барабанщика в Bam Bam, он играл в местной инструментальной группе feeDBack с музыкантом Даниилом Хаусом. После feeDBack Кэмерон и Хаус в 1985 году сыграли в недавно сформированной группе Skin Yard. Группа была образована в январе 1985. Кэмерон играл с группой в течение года.

### Soundgarden (1986—1997; 2010—2018)
К сентябрю 1986 года Мэтью получил довольно широкую известность на местной музыкальной сцене и был приглашен в Soundgarden, заменив прошлого барабанщика Скотта Сандквиста. На тот момент группа Soundgarden состояла из Криса Корнелла (вокал, гитара), Кима Тайила (гитара), и басиста Хиро Ямамото. Корнелл сказал: «Когда я впервые увидел Мэтта, он уже был лучший барабанщик в городе. Он казался уверенным и уравновешенным». Группа подписала контракт в независимым лейблом Sub Pop и выпустила Screaming Life EP в 1987 году и Fopp EP в 1988 году. В 1988 году группа подписала контракт с SST Records, чтобы выпустить свой дебютный альбом «Ultramega OK», за который они в 1990 году номинировались на «Грэмми» в категории «Лучшее выступление в стиле метал». В 1989 году группа выпустила свой первый альбом на мейджор-лейбле, «Louder Than Love», на A&M Records. После выхода альбома Ямамото ушёл из группы и вернулся в колледж. Ненадолго его заменил Джейсон Эверман (недавно покинувший Nirvana).
В 1990 году к группе присоединился новый басист, Бен Шеферд. Новый состав в 1991 году выпустил Badmotorfinger. Альбом принёс группе новый уровень коммерческого успеха и группа оказалась среди внезапной популярности и внимания музыкальной сцены Сиэтла. В 1992 году Badmotorfinger был номинирован на премию Грэмми за лучшее метал исполнение. Альбом «Superunknown» (1994) стал прорывом, поддержанным синглами «Black Hole Sun», «Spoonman», «The Day I Tried to Live» и «Fell on Black Days». Альбом был номинирован на Грэмми в номинации Лучший рок-альбом в 1995 году. В 1996 году группа выпустила свой пятый студийный альбом, Down on the Upside, но такой популярности, как Superunknown, не достиг. Напряженность внутри группы возникла с желанием Корнелла отойти от тяжелых гитарных риффов, которые стали визитной карточкой группы. В 1997 году Soundgarden получили ещё одну номинацию Грэмми, за сингл " Pretty Noose " В 1997 году группа распалась из-за внутренних раздоров его творческого руководства. В интервью 1998 года, Тайил сказал: «Это было довольно очевидно из общего отношения каждого, на протяжении предыдущего полугодия, что была некоторая неудовлетворенность.» Камерон позже сказал, что Soundgarden была «съедена бизнесом».
1 января 2010 года, Корнелл объявил в своем Твиттере, что Soundgarden будет воссоединена. Группа начала запись нового альбома в феврале 2011 года, который был выпущен в ноябре 2012 года, известный как «King Animal». В то время, когда Кэмерон был одним из участником Soundgarden, написал следующие песни для группы:
- «He Didn’t» (Ultramega OK) … музыка
- «Jesus Christ Pose» (Badmotorfinger) … музыка (в соавторстве)
- «Room a Thousand Years Wide» (Badmotorfinger) … музыка
- «Drawing Flies» (Badmotorfinger) … музыка
- «New Damage» (Badmotorfinger) … музыка (в соавторстве)
- «Birth Ritual» (Singles soundtrack) … музыка(в соавторстве)
- «Exit Stonehenge» («Spoonman» single) … музыка (в соавторстве)
- «Mailman» (Superunknown) … музыка, игра на меллотроне
- «Limo Wreck» (Superunknown) … музыка (в соавторстве)
- «Fresh Tendrils» (Superunknown) … слова (в соавторстве) и музыка
- «Jerry Garcia’s Finger» (Songs from the Superunknown) … музыка (в соавторстве)
- «Rhinosaur» (Down on the Upside) … музыка
- «Applebite» (Down on the Upside) … музыка, и игра на синтезаторе
- «A Splice of Space Jam» («Blow Up the Outside World» single) … музыка(в соавторстве)
- «By Crooked Steps» (King Animal) … музыка (в соавторстве)
- «Eyelid’s Mouth» (King Animal) … музыка

15 ноября 2013 года, Кэмерон заявил, что не будет гастролировать с Soundgarden в 2014 году, в связи с ранее принятыми обязательствами, поддерживающих Pearl Jam и альбом Lightning Bolt.

### Pearl Jam (1998—2025)
Спустя почти год после распада Soundgarden, летом 1998 года, Мэтт Кэмерон был приглашен в рок-группу Pearl Jam, заменить Джека Айронса, покинувшего группу по состоянию здоровья."Я получил телефонный звонок из ниоткуда, от г-на Эда Веддера, Стоуни и Келли (Кертис, менеджер Pearl Jam). Я попал в засаду. Это было действительно короткий срок. Он позвонил и сказал: «Эй, что ты делаешь этим летом?» Камерон выучил более 80 песен в течение двух недель. Он был нанят на изначально временной основе, но в ближайшее время, во время тура, он был приглашен стать полноправным членом.
В 1998 году Pearl Jam, с Кэмероном на барабанах, записали «Last Kiss», кавер-1960-х годов баллады прославили Дж. Фрэнк Уилсон и роялисты. «Last Kiss» взошла на вторую строчку Billboard чартов. В 2000 году группа выпустила свой шестой студийный альбом, Binaural, и инициировал успешной и продолжающийся ряд официальных бутлегов. Группа выпустила семьдесят два таких концертных альбома в 2000 и 2001, а также установить рекорд по количеству альбомов, чтобы дебютировать в Billboard 200, в то же время."«Grievance» (из Binaural) получил номинацию Грэмми за лучшее хард-рок исполнение. Группа выпустила свой седьмой студийный альбом, Riot Act, в 2002 году. Вклад Pearl Jam к фильму 2003 года, Big Fish, " Man of the Hour ", была номинирована на премию Золотой глобус в 2004 году. Восьмой студийный альбом группы, одноимённый Pearl Jam, был выпущен в 2006 году. Группа выпустила свой девятый студийный альбом, Backspacer, в 2009 году. Их десятый студийный альбом Lightning Bolt был выпущен в 2013 году.
С момента вступления в Pearl Jam, Кэмерон написал следующие песни для группы:
- «Evacuation» (Binaural) … музыка
- «Save You» (Riot Act) …музыка (в соавторстве)
- «Cropduster» (Riot Act) … музыка
- «You Are» (Riot Act) … слова (в соавторстве), музыка, и игра на ритм-гитаре
- «Get Right» (Riot Act) …слова и музыка
- «In the Moonlight» (Lost Dogs) … слова и музыка
- «Unemployable» (Pearl Jam) … музыка (в соавторстве)
- «The Fixer» (Backspacer) … музыка (в соавторстве)
- «Johnny Guitar» (Backspacer) … музыка (в соавторстве)

7 июля 2025 года заявил, что покинул группу Pearl Jam.

### Другие музыкальные проекты (1990- настоящее время)
В 1991 году наряду с Крисом Корнеллом, Эдди Веддером, Стоуном Гассардом, Джеффом Аментом, Майком МакКриди, Мэтт Кэмерон появился в альбоме Temple of the Dog. Альбом воздал должное вокалисту Mother Love Bone Эндрю Вуду, умершему из-за передозировки героина в 24 года.

### Личная жизнь
Мэтт живёт недалеко от Сиэтла вместе со своей женой Эйприл, сыном Рэем и дочерью Джози.

## Дискография
Soundgarden
- Ultramega OK (1988)
- Louder Than Love (1989)
- Badmotorfinger (1991)
- Superunknown (1994)
- Down on the Upside (1996)
- King Animal (2012)

Pearl Jam
- Binaural (2000)
- Riot Act (2002)
- Pearl Jam (2006)
- Backspacer (2009)
- Lightning Bolt (2013)
- Gigaton (2020)